# Diaditus semicolon
Diaditus semicolon är en insektsart som beskrevs av Carl Stål 1859. Diaditus semicolon ingår i släktet Diaditus och familjen rovskinnbaggar. Inga underarter finns listade i Catalogue of Life.